# Etmopterus burgessi
Etmopterus burgessi  (лат.) — редкий и малоизученный вид хрящевых рыб рода чёрных колючих акул семейства лат. Etmopteridae отряда катранообразных. Обитает в северо-западной части Тихого океана на глубинах до 600 м. Максимальный зарегистрированный размер 40,6 см. Тело вытянутое, тёмно-серого цвета. У основания обоих спинных плавников имеются шипы. Анальный плавник отсутствует. Коммерческой ценности не имеет.

## Таксономия
Впервые вид был научно описан в 2006 году. Голотип представляет собой взрослого самца длиной 35,5 см, пойманного в 1988 году у берегов Тайваня (24°53’с.ш. и 122°01’в.д.). Паратипы — две неполовозрелые самки длиной 23,9 см и 24,1 и взрослая самка длиной 40,6, пойманные там же в 2005 году. Вид назван в честь американского ихтиолога Джорджа Бёрджесса.

## Ареал
Etmopterus burgessi обитают в северо-восточной части Тихого океана у побережья острова Тайвань на глубине от 300 до 600 м.

## Описание
Максимальный зарегистрированный размер составляет 40,6 см. Тело стройное, покрыто продольными рядами плакоидных чешуек. Крупные овальные глаза вытянуты по горизонтали. У основания обоих спинных плавников расположены рифлёные шипы. Второй спинной плавник и шип крупнее первых. В отличие от прочих чёрных колючих акул, обитающих в северной части Тихого океана у них более широкое рыло, второй спинной плавник ниже и короче длина хвостового стебля. Верние зубы оснащены центральным ланцетовидным остриём, по обе стороны которого имеются 3 небольших зазубрины. У нижних зубов зазубрины отсутствуют, зубы сцеплены основаниями друг с другом, образуя единую режущую поверхность. На верхней челюсти имеется 24—26, а на нижней 32—36 зубных рядов.

## Взаимодействие с человеком
Вид не имеет коммерческой ценности. Данных для оценки Международным союзом охраны природы статуса сохранности вида недостаточно.